# Alminoprofene
Alminoprofene (nella fase sperimentale conosciuto anche con la sigla EB-382) è una molecola appartenente alla classe dei farmaci antinfiammatori non steroidei (FANS). Il farmaco è dotato di proprietà di tipo antinfiammatorio, analgesico, antipiretico e di attività antiaggregante piastrinica.

## Farmacodinamica
Alminoprofene è un potente inibitore della sintesi delle prostaglandine, appartenente alla classe dei derivati fenilpropionici.

Studi sperimentali su colture cellulari in vitro e modelli di infiammazione in vivo hanno permesso di evidenziare che il farmaco possiede sia attività antifosfolipasi A2 (verosimilmente rivolta verso la fosfolipasi A2 secretoria o sPLA2) che attività anti-ciclossigenasi, ed in particolare anti COX2. Probabilmente l'effetto analgesico di alminoprofene è prevalentemente legato a un'azione diretta periferica ed inibizione della biosintesi delle prostaglandine per il blocco della fosfolipasi A2, piuttosto che attraverso il blocco della ciclossigenasi.

## Farmacocinetica
Dopo assunzione orale alminoprofene viene rapidamente assorbito dal tratto gastrointestinale. La concentrazione plasmatica massima (Cmax) pari a 30–60 mg/l viene raggiunta entro 1,5 ore dopo una singola dose di 300 mg. Nel paziente anziano il picco plasmatico è leggermente più basso e ritardato (entro 2,5 ore). L'emivita media è di circa 3 ore. Il legame con le proteine plasmatiche (sostanzialmente l'albumina sierica) è superiore al 95 per cento.
Nell'organismo alminoprofene viene metabolizzato grazie a processi di demetilazione, acetilazione e amminazione. Non vi è evidenza di accumulo del farmaco nel corpo durante il trattamento. L'eliminazione di alminoprofen avviene per il 60% per via urinaria, per lo più come beta-glucuronidi.

## Usi clinici
Alminoprofene è indicato nel trattamento sintomatico del dolore nei soggetti affetti da periartrite scapolo-omerale, poliartrosi, reumatismo articolare, artrite reumatoide, tendiniti, borsiti, sinoviti, lombalgie acute e dolore radicolare.
Il farmaco è inoltre indicato in ambito ostetrico e ginecologico nel controllo del dolore nel periodo post-partum e nel caso di dismenorrea. In ambito otorinolaringoiatrico è stato utilizzato con successo nella otite sierosa tubarica e otite catarrale.

## Effetti collaterali ed indesiderati
In corso di trattamento con alminoprofene gli effetti avversi più spesso segnalati sono: dispepsia, nausea, vomito, epigastralgia, ulcera peptica, perforazione ed emorragia gastrointestinale. Inoltre possono verificarsi cefalea, vertigine, sonnolenza, rash cutaneo, prurito ed orticaria. Raramente in soggetti con precedenti allergici è possibile il verificarsi di broncospasmo.

In letteratura sono segnalati innalzamenti transitori delle transaminasi (AST ed ALT) e rari casi isolati di epatite, nefropatia tubulointerstiziale, necrosi tubulare acuta, sindrome nefrosica che possono evolvere in insufficienza renale acuta.

## Controindicazioni
Il farmaco è controindicato in soggetti con ipersensibilità nota al principio attivo oppure ad uno qualsiasi degli eccipienti. È inoltre controindicato in soggetti con ulcera peptica in evoluzione, insufficienza epatica grave, insufficienza renale grave, nei bambini con meno di 15 anni di età e nelle donne gravide, in particolare nel terzo trimestre di gravidanza.

## Dosi terapeutiche
Nei soggetti adulti e nei bambini di età superiore ai 15 anni il dosaggio iniziale consigliato è di 300 mg (una compressa), due volte al giorno. In caso di scarso controllo della sintomatologia la dose può essere elevata fino a 600 mg (due compresse), due volte al giorno. In linea di massima nel caso di soggetti con dismenorrea 600 o 900 mg/die di alminoprofene sono sufficienti a controllare la sintomatologia. Nei soggetti con problemi di tipo reumatologico o traumatologico è spesso necessario aumentare il dosaggio.

## Gravidanza e allattamento
Gli studi eseguiti nella fase sperimentale non hanno evidenziato effetto teratogeno sulla specie umana.

Nel corso del terzo trimestre l'assunzione di inibitori della sintesi delle prostaglandine può esporre il feto a rischio di tossicità cardiopolmonare (ipertensione polmonare e prematura chiusura del dotto arterioso) oltre a possibile insufficienza renale con oligoidramnios. Sia la madre che il bambino si espongono ad un possibile prolungamento del tempo di sanguinamento.
Per tale motivo l'utilizzo di alminoprofene deve essere considerato, se necessario, solo prima del 6° mesi di gravidanza, e dopo un'attenta valutazione del rapporto rischio/beneficio. Alminoprofene viene escreto nel latte materno e pertanto se ne dovrebbe evitare l'assunzione nelle donne che allattano al seno.